# Río Hanábana
El río Hanábana es un río del sur de la isla de Cuba. Algo más de la mitad de su recorrido (un 53%) pasa por la provincia de Matanzas, donde aunque no tiene grandes asentamientos urbanos a sus orillas, destacan a su paso los núcleos de Demetrio, Dos Ríos, Nuevo Oriente, El Mango, Campo Alegre y Alujas.
Uno de sus tramos sirve de división administrativa entre las provincias de Matanzas y Cienfuegos.
Al sur de la población de Aluja, el río está represado.

## Afluentes
- Estero de Agua Dulce.